# 10085 Jekennedy
10085 Jekennedy este o planetă minoră (asteroid), cu un diametru de 19,261 km, din centura de asteroizi. A fost descoperită pe 25 august 1990 la Observatorul Palomar de Henry E. Holt. 
Obiectul prezintă o orbită caracterizată de o semiaxă mare de 3,196813 UAi, o excentricitate de 0,06, o înclinație de 15,00928 ° în raport cu ecliptica.